# Kler
Kler (polnisch Klerus) ist ein polnischer Film aus dem Jahr 2018. Die unter der Regie von Wojciech Smarzowski entstandene Produktion kam am 12. Oktober 2018 in die deutschen Kinos und thematisiert verschiedene Missbräuche durch Priester der katholischen Kirche.

## Handlung
Protagonisten des Films sind die drei befreundeten Priester Lisowski, Trybus und Kukuła sowie ihr Erzbischof Mordowicz. Sie alle führen ein Doppelleben, das nicht im Einklang mit den Moralvorstellungen der katholischen Kirche steht.
Lisowski arbeitet für die Kurie in einer Großstadt und träumt von einer Versetzung in den Vatikan. Sein Vorgesetzter, der politisch einflussreiche Erzbischof Mordowicz, steht dieser Versetzung jedoch im Weg. Er missbraucht Lisowskis Scharfsinn und Hang zu Korruption, um den Bau eines neuen Sanktuariums voranzutreiben und sich auf diese Weise selbst ein Denkmal zu setzen. In einer Rückblende wird gezeigt, dass der homosexuelle Lisowski in einem katholischen Waisenhaus aufgewachsen ist, in dem die Kinder gedemütigt und harten körperlichen Züchtigungen ausgesetzt waren; überdies wurde er Zeuge, wie ein älterer Junge kleinere Jungen vergewaltigt hat. Lisowski besitzt eine Luxuswohnung, er fährt einen Mercedes der S-Klasse. Heimlich installiert er eine Kamera im prachtvollen Büro des Erzbischofs. Er erfährt auf diese Weise, dass Mordowicz, der als Dienstwagen einen weißen Bentley hat, Prostituierte empfängt, bei den sexuellen Spielen eine Schweinsmaske aufsetzt, sich auspeitschen lässt und dabei quiekt. Als Mordowicz erneut seine Bitte, nach Rom versetzt zu werden, abschlägt, quiekt Lisowski in dem Gespräch kurz auf. Mordowicz begreift, dass Lisowski ihn seinerseits erpressen könnte und willigt schließlich in die Versetzung ein. Es wird angedeutet, dass Lisowski bereits Kontakte zu einer homosexuellen Seilschaft im Vatikan unterhält.
Trybus ist Pfarrer auf dem Land. Öffentlich von Moral predigend, ist er dem Alkohol verfallen und hat eine sexuelle Beziehung mit seiner jungen Haushälterin Hanka. Nachdem er erfahren hat, dass sie ein Kind von ihm erwartet, drängt er sie zunächst zur Abtreibung. Um sich finanziell über Wasser zu halten, überlässt er seine Kirche dem Verfall und bereichert sich zunehmend an den Spenden der Gläubigen, die er für sakramentale Leistungen tief in die Tasche greifen lässt. Schließlich erkennt Trybus, dass er Hanka liebt. Diese hatte sich letztlich der Abtreibung widersetzt; er verspricht ihr, in Zukunft nicht mehr zu trinken. Damit beide ihre Beziehung fortführen können, mietet er für sie eine Wohnung in der Stadt. Es wird angedeutet, dass er seinen Beruf als Priester aufgeben wird.
Kukuła ist Pfarrer in einer mittelgroßen Stadt. Als einziger der drei Priester ist er inbrünstig dem Glauben verfallen und engagiert sich für das Wohl der Jugendlichen vor Ort. Obwohl auch er seine Beziehungen zu lokalen Institutionen wie der Polizei zu nutzen versteht, verliert er in der Bevölkerung an Vertrauen, weil ihm Pädophilie unterstellt wird. Einer seiner Messdiener begeht nach einem Missbrauchsvorfall einen Suizidversuch – allerdings ist unklar, wer dafür verantwortlich ist. Kukuła kann die Gemeindemitglieder davon überzeugen, dass die Vorwürfe gegen ihn nicht zutreffen. In einer Rückblende wird gezeigt, dass Kukuła selbst als Messdiener von seinem Kaplan missbraucht worden ist. Während einer Sonntagsmesse berichtet er den erschrockenen Gottesdienstbesuchern davon. Er beendet sein Leben mit einem spektakulären Suizid: Auf der Einweihungsfeier für das von Erzbischof Mordowicz vorangetriebene Sanktuarium übergießt er sich während der Predigt des Erzbischofs mit Benzin und zündet sich an.

## Hintergrund
Nach polnischen Presseberichten war das Vorbild für die Figur des einen unmoralischen Lebenswandel führenden, alkoholkranken Mordowicz der Danziger Erzbischof Sławoj Leszek Głódź, der nach seiner Emeritierung 2021 wegen eines ganzen Bündels schwerer Verfehlungen vom Vatikan bestraft wurde. Der Schauspieler Janusz Gajos, der Mordowicz verkörperte, wurde so geschminkt, dass er Głódź zum Verwechseln ähnlich sah.

## Produktion
Die Umsetzung des Films kostete umgerechnet etwa 2,5 Millionen Euro. Gedreht wurde in der Woiwodschaft Kleinpolen, unter anderem in Krakau und Brzesko. Für einige Szenen musste man ins tschechische Orlová ausweichen, weil in Polen keine Pfarrei bereit war, ihre Kirche für Aufnahmen zur Verfügung zu stellen.
Während der gesamten Produktion waren aktive und ehemalige Priester beratend tätig. Opfer sexuellen Missbrauchs durch Geistliche kommen im Film zu Wort.
Seine Weltpremiere hatte der Film während des Polnischen Filmfestivals in Gdynia.

## Kritiken
Der Film löste in Polen eine hitzige Debatte über die Rolle der katholischen Kirche in Polen in Geschichte und Gegenwart Polens aus.
Der Priester Tadeusz Isakowicz-Zaleski kritisierte, der Film sei subjektiv und tendenziös. Der Intendant des öffentlich-rechtlichen Senders TVP, Jacek Kurski, bezeichnete den Film als Provokation. In mehreren Städten, darunter Ostrołęka und Ełk, wurde versucht, die Ausstrahlung in Kinos zu verhindern. Paweł Soloch, Leiter des beim Staatspräsidenten Andrzej Duda angesiedelten Büros für Nationale Sicherheit, verglich den Film gar mit antisemitischen Produktionen der NS-Propaganda.
Am ersten Wochenende sahen über 935.000 Menschen den Film, zwei Wochen nach seiner Premiere insgesamt 2,5 Millionen Zuschauer. In einem Multiplexkino in Zabrze wurde er bis zu 24-mal am Tag gezeigt. Am 18. November 2018 hatten ihn über fünf Millionen Menschen gesehen.
Er ist (Stand Ende 2018) gemessen an den Zuschauerzahlen der dritt-erfolgreichste Filme in der Geschichte des polnischen Kinos nach 1989, nach Pan Tadeusz (über 6 Millionen) und Mit Feuer und Schwert (über 7 Millionen Zuschauer).
Der Publizist Tomasz Raczek schrieb, der Film zeige eindrucksvoll die Irrbarkeit der katholischen Kirche, wie einst Andrzej Wajda mit Der Mann aus Marmor die Irrbarkeit des sozialistischen Regimes aufdecken wollte.  Smarzowski wolle keine Gefühle verletzen, sondern zum Nachdenken anregen, äußerte unter anderem der Bischof von Opole, Andrzej Czaja, positiv über den Film. Der Primas der katholischen Kirche, Erzbischof Wojciech Polak, kommentierte den Film mit den Worten: „Es mag sich um eine überzeichnete Wirklichkeit handeln, dargestellt wie eine Karikatur, aber wir können nicht sagen, dass es sie nicht gibt. ‚Kler‘ ist für uns ein Aufruf zur konkreten Arbeit an uns selbst, für Wechsel in unseren Grundlagen, für eine größere Sensibilität.“
Smarzowski selbst gab an, den Film vor allem aufgrund der Skandale innerhalb der katholischen Kirche in Westeuropa und Nordamerika gedreht zu haben. Er gab zu bedenken, das Amt des Priesters basiere auf gesellschaftlichem Vertrauen. Geistliche seien ein moralisches Vorbild für Gläubige und müssten Ehrlichkeit leben. Er verteidigte sich gegen den Vorwurf, die Kirche gezielt in Misskredit bringen zu wollen. Vielmehr wolle er einen Beitrag dazu leisten, dass die Menschen Priester nicht als Heilige, sondern als Mitmenschen ansehen, die auch Schwächen haben.

## Auszeichnungen
Der Film gewann 2018 beim Polnischen Filmfestival in Gdynia den Hauptpreis als bester Film des Jahres, den Publikumspreis, den Sonderpreis der Jury und den Preis für das beste Bühnenbild.

## Sonstiges
Im März 2019 machte die römisch-katholische Kirche in Polen erstmals genaue Angaben zum Ausmaß des sexuellen Missbrauchs durch Geistliche und Ordensleute.
Der Dokumentarfilm Tylko nie mów nikomu (Sag es niemandem) wurde im Mai 2019 bei YouTube mehr als 20 Millionen Mal abgerufen. Der Film hat eine seit langem schwelende Debatte über die katholische Kirche und ihre Rolle in der Gesellschaft Polens aufgeheizt.